# Hadrosaurus
Hadrosaurus (/ˌhædr[invalid input: 'ɵ']ˈsɔːrəs/; từ tiếng Hy Lạp ἁδρός, hadros, nghĩa là "kềnh càng" hay "to lớn", và σαῦρος, sauros, nghĩa là "thằn lằn") là một chi khủng long thuộc họ Hadrosauridae. Mẫu vật duy nhất được phát hiện năm 1858, và là chi khủng long đầu tiên được biết tới không chỉ từ những chiếc răng tại Bắc Mỹ. Năm 1868, nó trở thành chi khủng long đầu tiên được phục dựng khung xương. Hadrosaurus foulkii là loài duy nhất trong chi và đã chính thức trở thành loài khủng long biểu tượng của bang New Jersey, Hoa Kỳ từ năm 1991.